# Robinson Ekspeditionen 2010
Robinson Ekspeditionen 2010 er den 13. sæson af det danske realityshow Robinson Ekspeditionen. Sæsonen havde premiere i dansk tv i september, 2010 og blev optaget i sommeren 2010 i Malaysia.
Programmets vært var Jakob Kjeldbjerg for 7. gang i træk. Hovedpræmien var på 500.000 kr og blev vundet af 31-årige Søren Engelbret. Han vandt desuden en konkurrence med en præmie på 10.000 kr. Endelig var der en præmie til vinderen af Utopia på 50.000 kr. Den blev vundet af 25-årige Jakob Helnæs Jensen.
Temaet for sæsonen var "Herskere og slaver". Undervejs i ekspeditionen udbrød der denguefeber blandt crewet, bl.a. blev ekspeditionslederen Jakob Kjeldbjerg smittet, hvilket førte til et 10 dages langt produktionsstop, samt nye locations til resten af ekspeditionen. Gametwists involverede blandt andet Utopia, to muldvarpe, en joker, to skuespillere og en bøddel.

## Deltagere i Robinson Ekspeditionen 2010
| Navn                                  | Placering i Robinson | Placering i Utopia                       |
| Nini Louise Gøthler                   | 14.                  | -                                        |
| Maiken Holmark Dyrskjøt Andersen      | 13.                  | 11.                                      |
| Henriette Kühnel Nielsen              | 6.                   | 4.                                       |
| Ann Østerby Appelgren                 | 16.                  | 15.                                      |
| Bjørn Lambertsen                      | 15.                  | 14.                                      |
| Reda Zam Zam                          | 9.                   | 10.                                      |
| Zabrina Natasja Kondrup               | 2. (delt)            | -                                        |
| Søren Engelbret                       | Vinder               | -                                        |
| Jens Flarup Bach                      | 18.                  | 5. (delt)                                |
| Hans Ole Ravnholt                     | 2. (delt)            | 1. (Vinder af en finaleplads i Robinson) |
| Gitte Behrendt                        | 5.                   | 8.                                       |
| Gitte Maagaard Pedersen               | 24. (delt)           | 17.                                      |
| Jakob Helnæs Jensen (Utopia-muldvarp) | 22.                  | 2. (Vinder af Utopia 2010)               |
| Anja Mia Balle                        | 10.                  | 12.                                      |
| Hector Aaskov Nielsen                 | 7. (delt)            | 3.                                       |
| Germaine Nielsen                      | 23.                  | 13.                                      |
| Mette Egeberg                         | 12.                  | 5. (delt)                                |
| Ali Ghiace                            | 20.                  | -                                        |
| Diana Soelberg Andersen               | 11.                  | 5. (delt)                                |
| Charlotte Schou                       | 11.                  | 16.                                      |
|                                       | 24. (delt)           | 19.                                      |
| Søren "Nicolai" Korshøj (Bøddel)      | 4.                   | -                                        |
| Daniell Edwards                       | 21.                  | 18.                                      |
| Hans Christian Nørager Poulsen "HC"   | 7. (delt)            | 9.                                       |
| HK (Robinson-muldvarp)                | 17.                  | -                                        |